# Colom imperial de ventre rosat
El colom imperial de ventre rosa (Ducula poliocephala) és una espècie d'ocell de la família dels colúmbids (Columbidae) que habita els boscos de la major part de les illes Filipines.